# Cathédrale de Turku
La cathédrale de Turku (finnois : Turun tuomiokirkko) est une cathédrale luthérienne évangélique située à Turku, l'ancienne capitale (Åbo) de la Finlande suédoise.
Elle est aujourd'hui le siège de l'archidiocèse de Turku.
Construite pendant une période très longue elle présente des styles très divers comme le style roman, le style gothique et le style néogothique.
La cathédrale est située dans le quartier I du centre de la ville, près du fleuve côtier Aura.
C'est la plus grande des églises luthériennes évangéliques de Finlande, et elle est classée parmi les bâtiments historiques les plus remarquables de Finlande, elle est la seule basilique médiévale de Finlande.

## Architecture

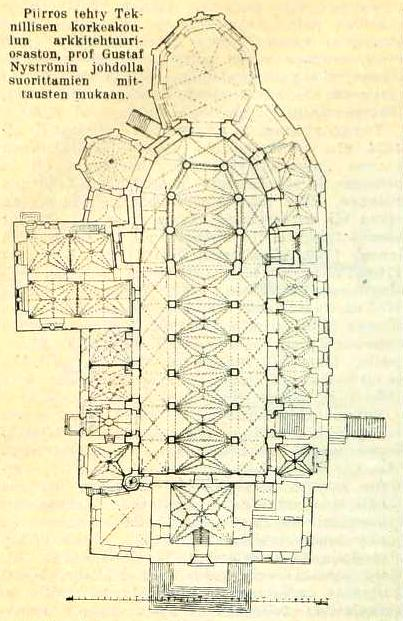
Plan en vue de dessus de la cathédrale de Turku.

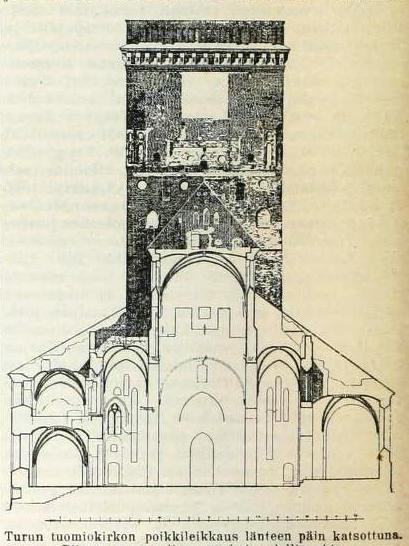
Plan en coupe de la cathédrale de Turku.

Au cours du XIIIe siècle la ville de Turku devient le centre commercial le plus important de Finlande.

Le siège du diocèse de Finlande est alors transféré à Koroinen, à proximité du fleuve Aura.

À la fin du XIIIe siècle, une nouvelle église en pierre est construite à l'endroit de l'ancienne église en bois et elle est consacrée cathédrale de la bienheureuse vierge Marie et saint Henri premier évêque de Finlande.
  
À cette époque, le bâtiment est plus petit que maintenant.

Sa limite occidentale se trouve à l’emplacement de la chaire actuelle et la voûte est beaucoup moins élevée que de nos jours.

L'édifice sera agrandi tout au long du Moyen Âge.

Au XIVe siècle un nouveau chœur est construit et c'est de cette époque que viennent les piliers de style gothiques octogonaux du chancel actuel.

Au cours du Moyen Âge le grand autel est situé à l'opposé des piliers les plus orientaux de la nef.

Au milieu du XVIIe siècle, on le transférera vers l'abside, à l'endroit de ce qui avait été la chapelle de tous les saints.

Au XVe siècle, des chapelles latérales, dédiés à différents saints, sont ajoutées sur les côtés nord et sud de la nef.
 
Dans la deuxième partie du 15e, la voûte est rehaussée et a une hauteur de 24 mètres.

Au début de l'époque moderne la cathédrale a acquis sa forme actuelle.

La seule modification importante de la cathédrale sera la tour du clocher qui avait été reconstruite plusieurs fois à la suite d'incendies,
le plus grand dommage étant causé par le Grand incendie de Turku de 1827 qui détruit l'intérieur de la tour et de la nef.

La flèche de la tour actuelle, reconstruite après ce grand incendie, culmine à 101 mètres d'altitude et est devenu le symbole de la ville.
L'intérieur actuel date de la restauration de 1830 réalisé à la suite du grand incendie.
Le retable de l'autel principal représentant la Transfiguration du Christ, est peint en 1836 par Fredric Westin.
les autres retables situés derrière le grand autel et la chaire sont conçus en 1830 par Carl Ludvig Engel.
Les murs et la voûte sont décorés de fresques de style romantique par Robert Wilhelm Ekman.
Ces fresques relatent la vie de Jésus et deux événements importants de l'Église finlandaise : le baptême des premiers chrétiens par l'évêque Henri à la source de Kupittaa, et la présentation, par Mikael Agricola, de la première traduction en finnois du Nouveau Testament au roi Gustave Ier Vasa.
La cathédrale dispose de trois orgues.
L'orgue principale a été fabriquée par Veikko Virtanen, en 1980.

### Chapelles latérales
Chaque chapelle a un autel dédié à un saint, parmi ceux-ci : Marie, saint Henri, saint Éric, saint Christophe, sainte Marie-madeleine, Catherine d'Alexandrie, Catherine de Sienne, sainte Brigitte, sainte Ursule, Marguerite d'Antioche, sainte Barbe, sainte Hélène, sainte Anne, sainte Gertrude et sainte Véronique.

### Gisants
Les chapelles de la cathédrale hébergent le sarcophage de plusieurs personnalités parmi lesquelles,:
- Karin Månsdotter,
- Paulus Juusten
- Sigrid Vaasa (fi)
- Samuel Cockburn (fi)
- Torsten Stålhandske
- Olavi Maununpoika (fi)
- Samuel Cockburn (fi)
- Lorentz Creutz le jeune (fi)
- Johannes Gezelius l'ainé (fi)
- Johannes Gezelius le jeune (fi)
- Åke Tott (fi)
- Jöns Kurck (fi)

## Galerie

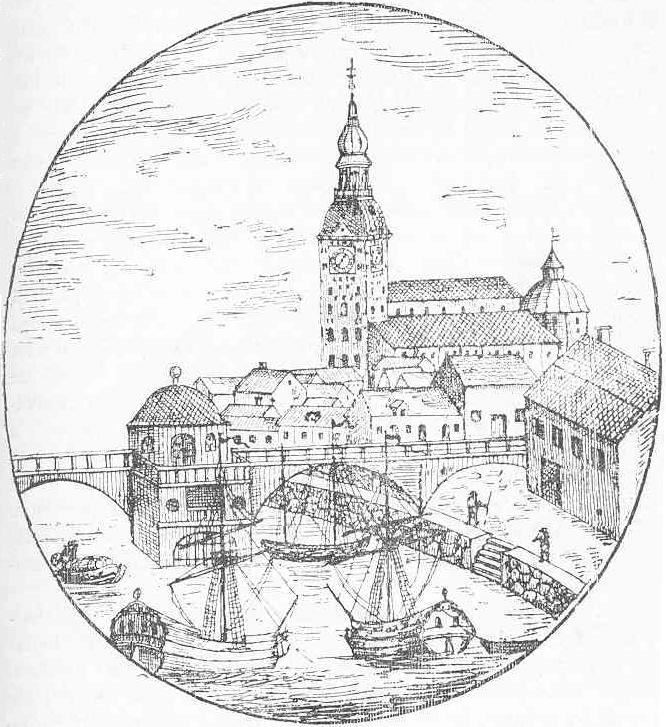
La cathédrale avant le grand incendie.
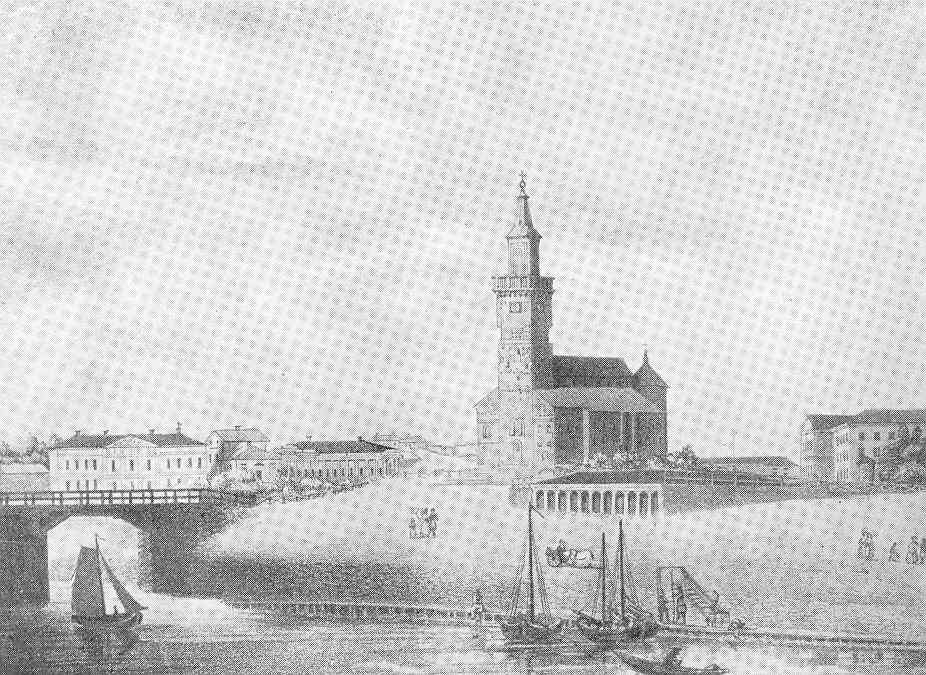
La cathédrale en 1841.
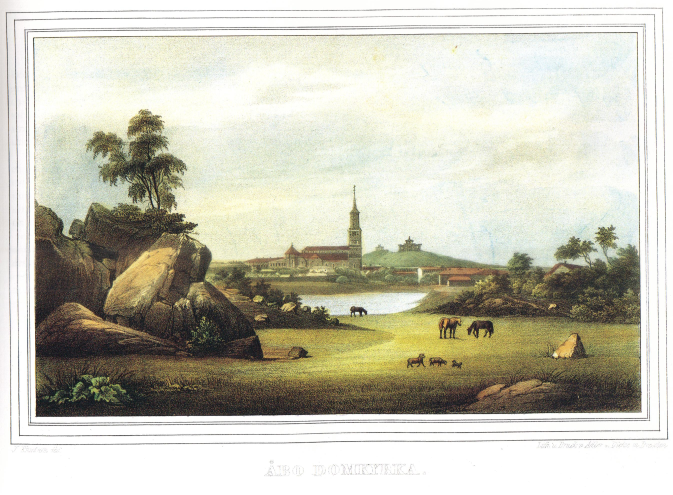
La cathédrale en 1845.
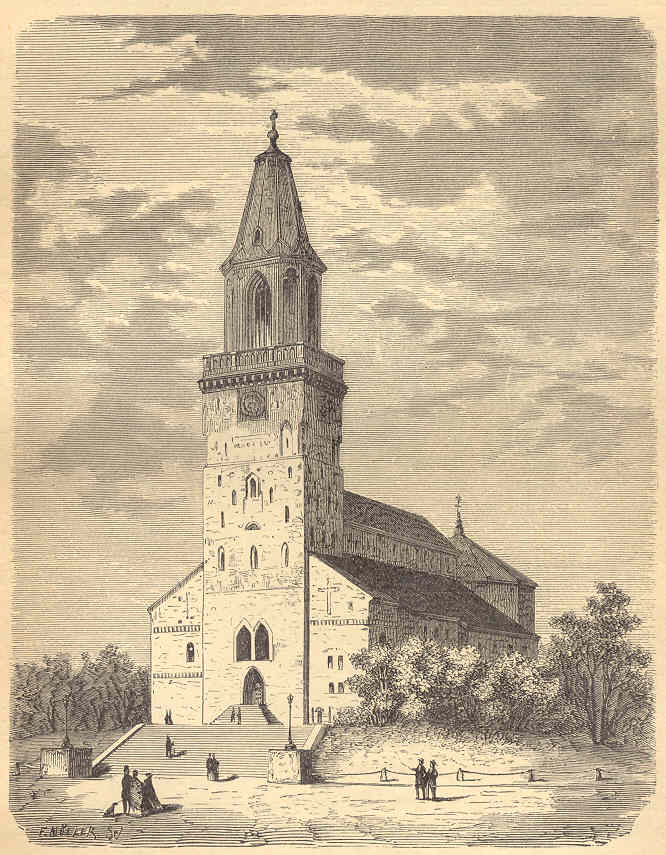
La cathédrale en 1889.
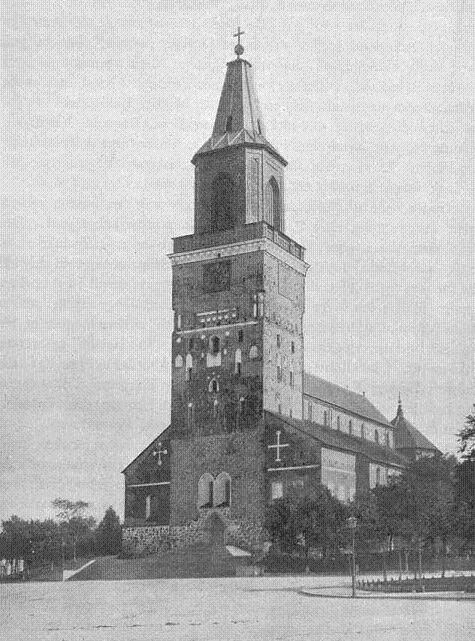
La cathédrale vers 1900.
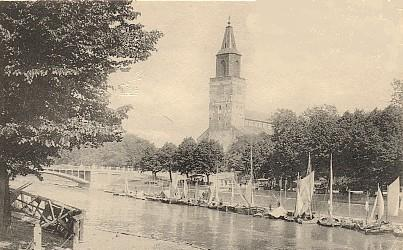
La cathédrale et le fleuve Aura vers 1900.
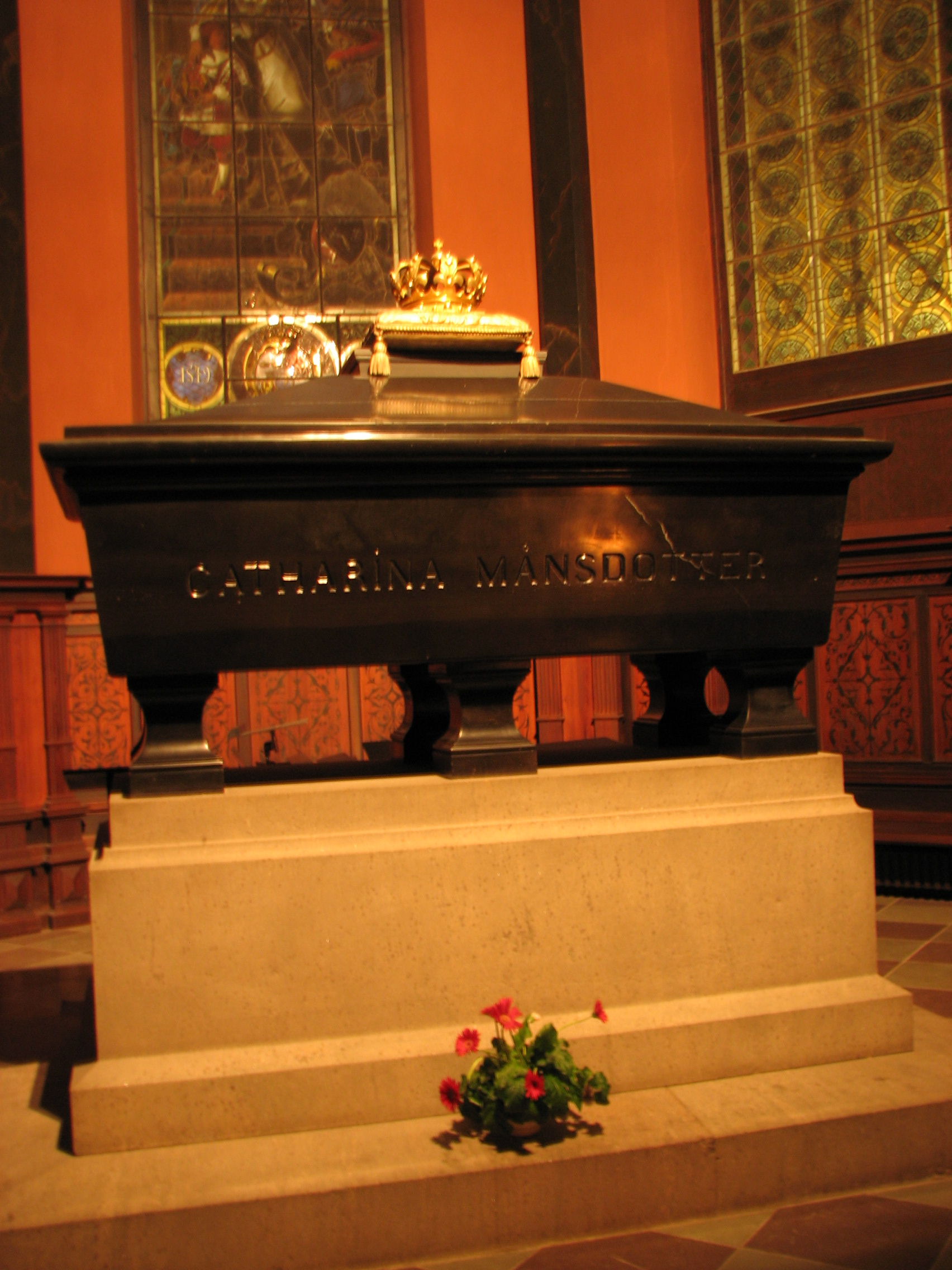
La sépulture de Karin Månsdotter.
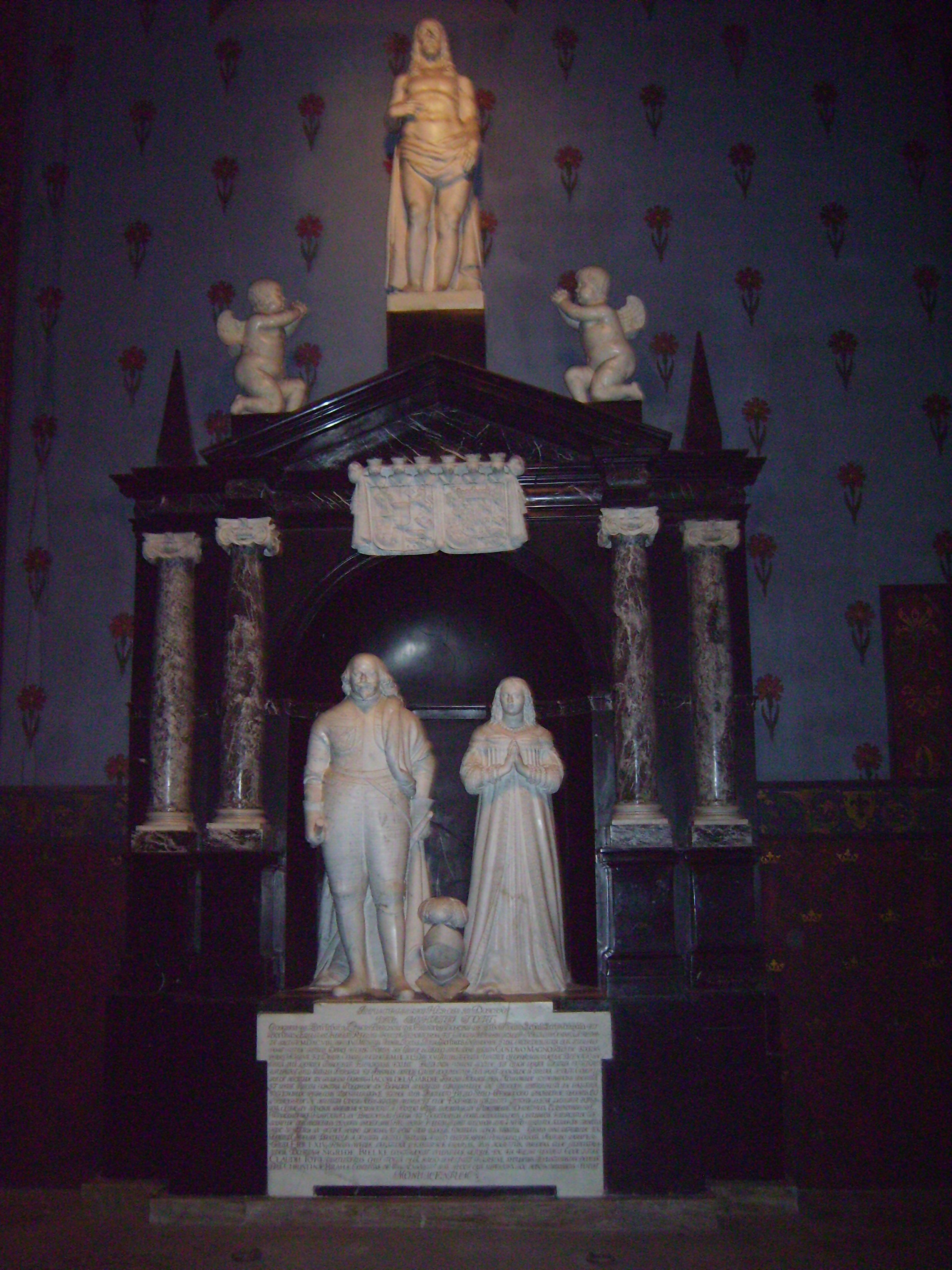
La sépulture de Åke Tott.
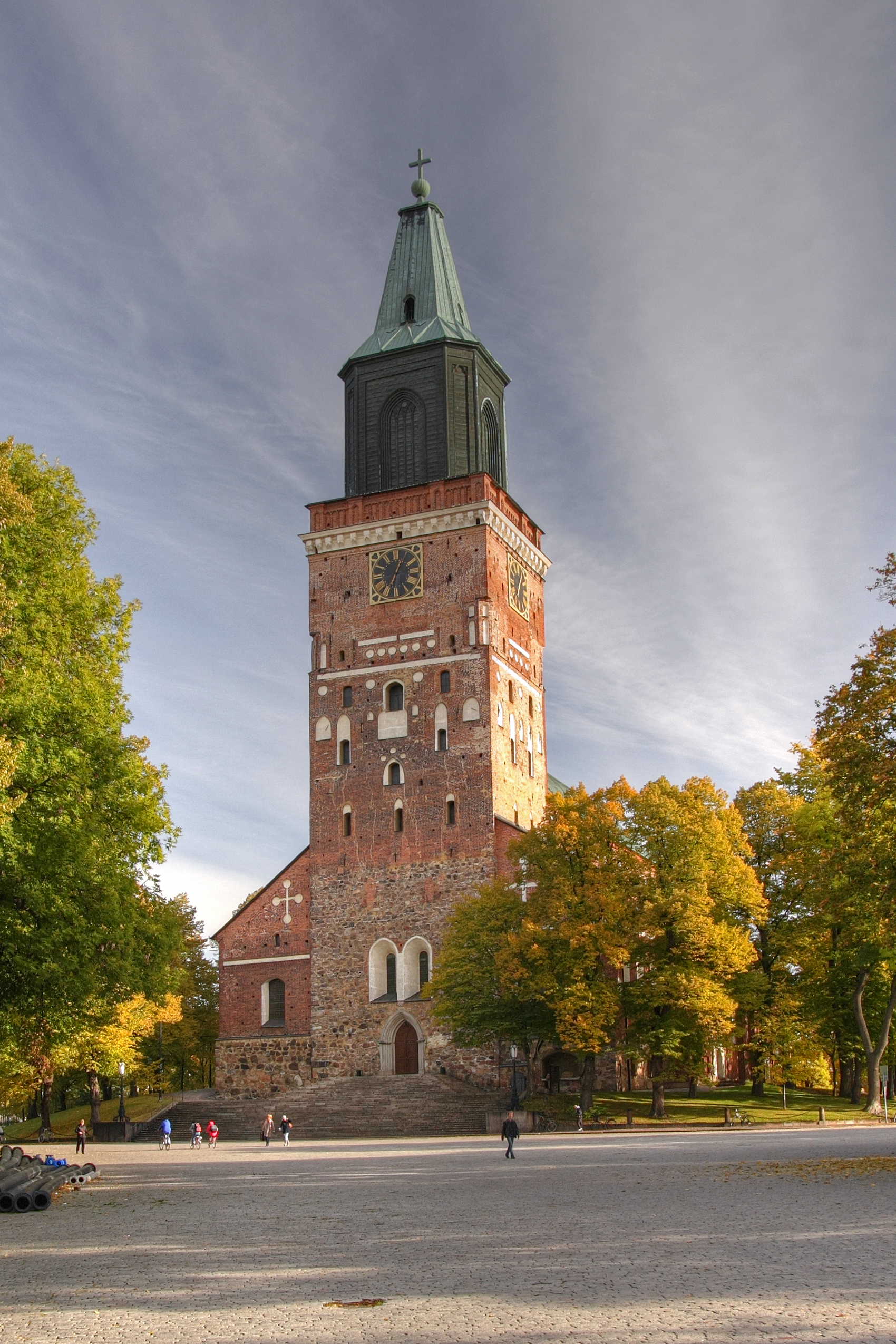
La cathédrale en 2009.
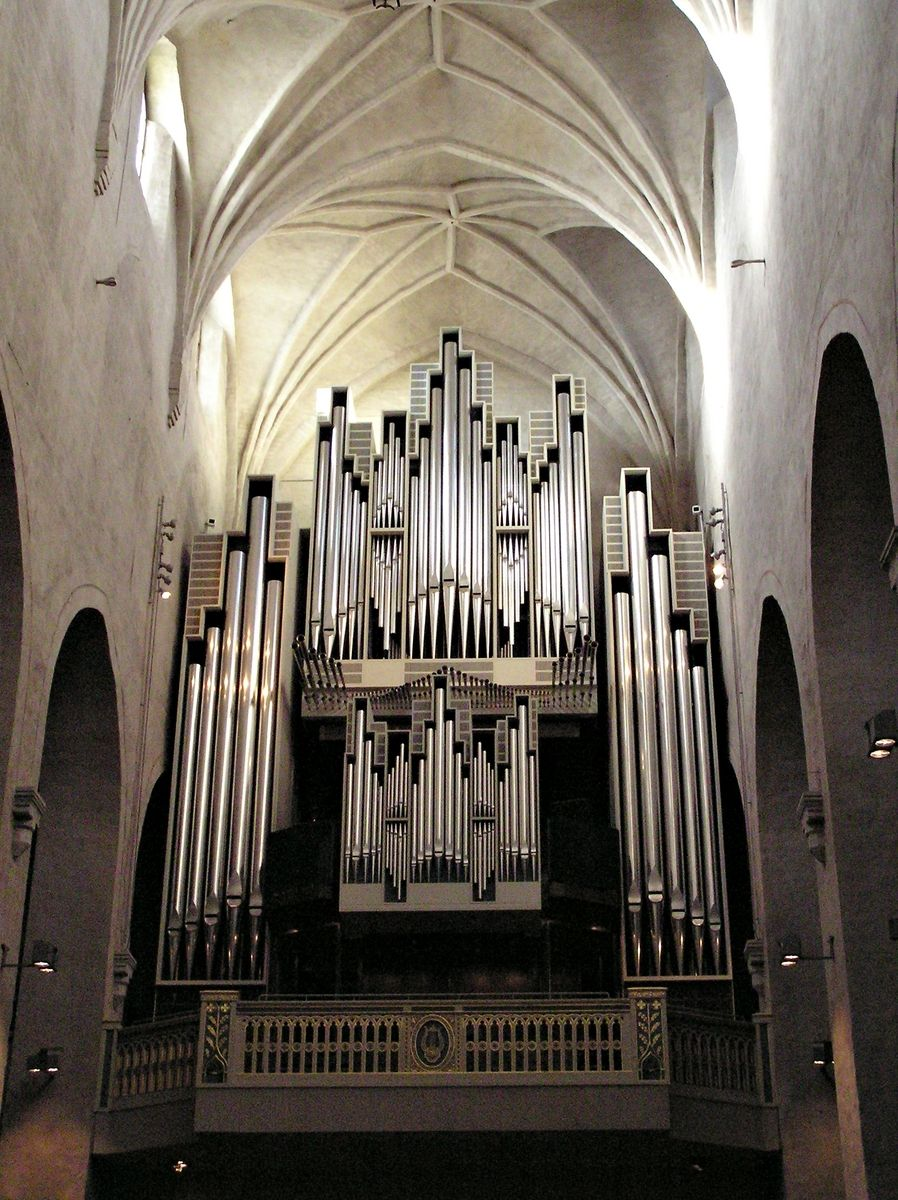
Orgue principal à 81 jeux fabriqué par Veikko Virtanen en 1980.
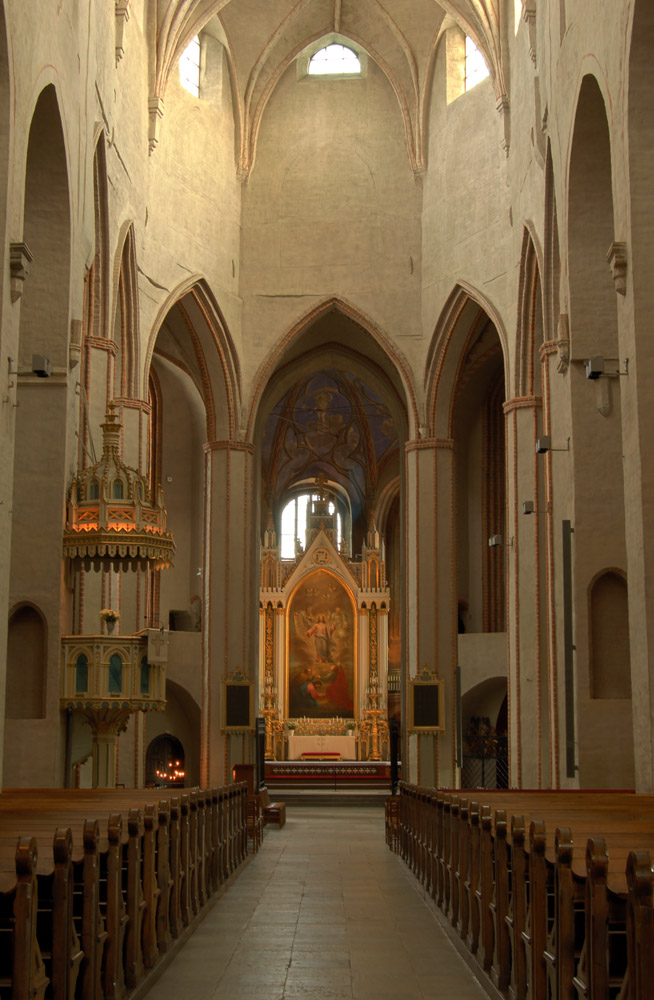
Vue intérieure.